# Bally (Jagachha)
Bally è una suddivisione dell'India, classificata come census town, di 92.906 abitanti, situata nel distretto di Howrah, nello stato federato del Bengala Occidentale. In base al numero di abitanti la città rientra nella classe II (da 50.000 a 99.999 persone).

## Geografia fisica
La città è situata a 22° 37' 46 N e 88° 20' 53 E.

## Società

### Evoluzione demografica
Al censimento del 2001 la popolazione di Bally assommava a 92.906 persone, delle quali 49.414 maschi e 43.492 femmine. I bambini di età inferiore o uguale ai sei anni assommavano a 8.320, dei quali 4.264 maschi e 4.056 femmine. Infine, coloro che erano in grado di saper almeno leggere e scrivere erano 73.807, dei quali 41.334 maschi e 32.473 femmine.